# راؤول مارتينيز (مدرب رياضي)
راؤول مارتينيز هو مدرب رياضي كوبي، ولد في 14 مايو 1971.

## وصلات خارجية
- راؤول مارتينيز على موقع قاعدة بيانات المصارعة الدولية (الإنجليزية)
- راؤول مارتينيز على موقع أوليمبيديا (الإنجليزية)